# جيم ستيوارت (لاعب اتحاد الرغبي)
جيم ستيوارت (بالإنجليزية: Jim Stewart)‏ هو لاعب اتحاد الرغبي أسترالي، ولد في 5 يناير 1994 في Mona Vale, New South Wales ‏ في أستراليا.

## وصلات خارجية
- جيم ستيوارت على موقع ItsRugby.co.uk (الإنجليزية)